# 고흥 이충무공 친필첩자
고흥 이충무공 친필첩자(高興 李忠武公 親筆帖子)는 대한민국 전라남도 고흥군 두원면 대전리에 있는, 임진왜란 당시 전시 체제하의 긴급한 상황에서 왕명에 의한 직권으로 이순신 장군이 하급관리에게 내린 임명장, 즉 차첩문서이다. 1990년 12월 5일 전라남도의 유형문화재 제174호로 지정되었다.

## 개요
고흥이충무공친필첩자는 임진왜란 당시 전시 체제하의 긴급한 상황에서 왕명에 의한 직권으로 이순신 장군이 하급관리에게 내린 임명장, 즉 차첩문서이다. 수군의 전력이 극히 약화된 선조 30년(1597)에 연해지역의 의병장에게 공식적으로 그 지휘권을 부여함으로써 원활한 군사활동을 뒷받침하기 위한 목적으로 이루어진 것이다.
이 첩자의 대상인물은 흥양의 의병장 신군안(1544∼1598)으로 정유재란 당시 고향에서 의병을 일으켜 바다와 육지를 돌며 왜군과 싸우던 중 그 해 12월 이순신 장군으로부터 의병장으로 선정되었다는 첩지를 받았다. 그 뒤 연해지역 일곱 개 읍을 중심으로 의병활동을 계속하여 많은 전과를 올린 뒤 선조 31년(1598)에 진중에서 순절하였다.
첩자의 내용은 첫째 연해지역 각 관과 현지 의병에 대한 지휘통솔권이 수군통제사에게 주어졌다는 것, 둘째, 신군안이 보낸 의병활동 결과보고를 치하한다는 것, 셋째, 의병장에 임명하니 더욱 분발해 싸우되 특히 군율을 엄격히 하라는 것, 넷째, 1597년 12월 고하도에서 흥양의 신군안에게 의병장으로 임명한다는 것 등의 내용이다.
이 첩자는 이순신 장군이 수군통제사로 재임하던 중 직접 써서 발급한 의병장 차첩으로서 현재까지 유일한 문서이다. 임진왜란 때 수군의 전력을 높이는데 연해지역의 의병운동이 적잖은 영향을 미쳤음을 확인해준 문서로서, 임진왜란 의병사와 해전사연구에 중요한 자료이다.

## 참고 문헌
- 고흥이충무공친필첩자 - 국가유산청 국가유산포털